# Bill Hunter
William John "Bill" Hunter (27 de fevereiro de 1940 - 21 de maio de 2011) foi um ator de cinema, teatro e televisão australiano.